# جزيرة ألوفي
جزيرة ألوفي هي جزيرة تقع في المحيط الهادئ وتتبع مقاطعات وأقاليم ما وراء البحار الفرنسية من واليس وفوتونا.

## نظرة عامة
وهي جزيرة غير مأهولة عمليًا بسبب نقص موارد المياه العذبة الطبيعية. عدد سكانها اثنان حسب تعداد 2003 في قرية ألوفيتاي (في الغرب)، وتقع الجزيرة تحت زعامة ألو من على جزيرة فوتونا. ولكن في العصور ما قبل الأوروبيين كانت الجزيرة مكتظة بالسكان مثل فوتونا، التي كان يبلغ عدد سكانها ما يقرب من 1900 نسمة. القرى السابقة كانت سولوغا (شمال)، سأافاكا(جنوب شرق)، ألوفيتاي (غرب) وموا (شمال غرب). تُظهر بعض الخرائط أيضًا قرية غاينو في الشمال. تقع جزيرة ألوفي على بعد كيلومترين (1.2 ميل) جنوب شرق فوتونا. يذهب الفوتونيون الذين لديهم مزارع فيألوفي إلى هناك على الأقل كل يوم سبت لرعاية مزارعهم. المحصول الشعبي هو التبغ، ويأخذون معه ما يكفي من الأوراق ليتمكنوا من التدخين لبقية الأسبوع.
تبلغ مساحة الجزيرة 32 كيلومترًا مربعًا (12 ميلًا مربعًا) ويصل ارتفاع مونت كولوفاو (وتسمى أيضًا مونت بوغانفيل) إلى 410 متر (1350 قدمًا). ومن المعروف أيضا أنها واحدة من جزر هورن، فوتونا كونها الأخرى